# Thrixspermum validum
Thrixspermum validum är en orkidéart som beskrevs av Johannes Jacobus Smith. Thrixspermum validum ingår i släktet Thrixspermum och familjen orkidéer. Inga underarter finns listade i Catalogue of Life.